# Dear Catastrophe Waitress
Dear Catastrophe Waitress és un àlbum del grup escocés Belle and Sebastian, publicat el 2003 per Rough Trade Records. El productor Trevor Horn, antic membre de The Buggles i productor de grups com ara Yes, T.A.T.U. i Frankie goes to Hollywood, va supervisar la producció, i li va donar un so més proper al pop i més polit, el que contrasta amb el seu àlbum de més èxit If You're Feeling Sinister, més proper al folk (tot i que algunes cançons com ara "Lord Anthony" recordaven el seu antic so). En concret, la canço "Stay Loose", ballable i propera al so de New Order, va resultar ser la primera d'una sèrie de cançons (com ara "Your Cover's Blown" o "Sukie in the Graveyard") que divergien cada vegada més de les seues arrels, un canvi que va estranyar a alguns dels fans més veterans.
L'àlbum va estar nominat per a un Mercury Music Prize, i la cançó "Step into My Office, Baby" va ser nominada per a un Ivor Novello Award en la categoria de millor cançó. Cap dels dos va guanyar.

## Cançons
1. "Step into My Office, Baby" - (4:12)
2. "Dear Catastrophe Waitress" - (2:22)
3. "If She Wants Me" - (5:05)
4. "Piazza, New York Catcher" - (3:03)
5. "Asleep on a Sunbeam" - (3:22)
6. "I'm a Cuckoo" - (5:26)
7. "You Don't Send Me" - (3:08)
8. "Wrapped Up in Books" - (3:34)
9. "Lord Anthony" - (4:14)
10. "If You Find Yourself Caught in Love" - (4:15)
11. "Roy Walker" - (2:57)
12. "Stay Loose" - (6:41)